# Belostemma yunnanense
Belostemma yunnanense är en oleanderväxtart som beskrevs av Ying Tsiang. Belostemma yunnanense ingår i släktet Belostemma och familjen oleanderväxter. Inga underarter finns listade i Catalogue of Life.